# NRJ
NRJ (acrónimo lido como énergie em França, pronunciado como [enɛʁʒi]) (Euronext: NRG) é uma estação de rádio francesa sediada em Paris. Desde da sua fundação em 1981, através do NRJ Group, tornou-se a mais popular no país com mais 6 159 000 ouvintes diariamente. É transmitida para a toda a Europa, Canadá e Estados Unidos.